# Окказионализм (философия)
Окказионализм (от лат. occasio «случай») — философское учение, объяснявшее взаимодействие души и тела посредством вмешательства Бога, то есть решавшее проблему взаимодействия протяженной и мыслящей субстанций и развивавшее дуализм картезианства. 
Основные представители философского течения в Германо-римской империи — француз Жеро де Кордемуа (1626−84), немец Иоган Клауберг (1622−65) и голландец Арнольд Гейлинкс (1624−69). До логического завершения учение окказионализма довёл француз Николя Мальбранш (1638−1715), сформулировавший тезис о невозможности влияния тела не только на душу, но и на другие тела.

## Теория Гейлинкса
Окказионализм по теории голландского философа Арнольда Гейлинкса, профессора из Лейдена, состоял в следующем: между духовной и материальной субстанцией нет связи, но Бог своим непосредственным вмешательством действует на нас так, что по поводу телесного явления — раздражения — возникает психическое явление — ощущение; и наоборот, по поводу психического явления — акта воли — возникает телесное движение. Таким образом, раздражения, с одной стороны, — наши хотения, а с другой — служат лишь поводами (occasiones) тех или других процессов; причиной же является Бог. Нравственная задача, по Гейлинксу, состояла в послушании разуму и в преданности Богу.

## Дуализм картезианства
В основе философии Декарта лежит предельно чёткое разделение мира на два рода субстанций — протяженные (материальные) и мыслящие (духовные). Основываясь на концепции механицизма, Декарт шёл вразрез с теорией Аристотеля, отрицая существование растительной и животной души. Животное и человеческое тело — это лишь механизмы, «самодвижущиеся машины». Все функции организма происходят от материи, они могут быть объяснены особым расположением органов, током крови и движением «телесных духов» точно так же, как ход часов расположением зубчатых колес и пружин. Но человек — мыслящее существо, в нём материальное и духовное начало соединяются, и душа может каким-то образом вмешиваться в работу материального механизма. Но как непротяженная душа может сообщать движение? Чтобы решить эту трудность, Декарт предлагает гипотезу о существовании в мозге особого органа, называемого «мозговой железой», в котором локализована душа. Этот орган работает как клапан, в нём малейшие колебание души вызывают изменение движения «телесных духов».
Такое объяснение, по большому счету, проблему не решало и последователей Декарта не устраивало. Наметилось несколько путей решения, одним из которых стал окказионализм. Его основная идея заключается в наличии посредника между двумя субстанциями, в качестве которого выступает Бог.

Мальбранш считал, что душа не может сама генерировать идеи, а также не может извлекать их из материального мира. Таким образом, все вещи познаваемы лишь в Боге, а человеческие души связаны с Богом как с местом нахождения всеобщего духа. Между телом и душой нет необходимой связи, это совершенно разные субстанции, поэтому они не могут взаимодействовать. Душа может только помыслить своё тело. Поэтому действия души на тело, как и действия тела на душу нуждаются в посреднике. Если человек, скажем, захочет пошевелить рукой, Бог увидит желание мыслящей души и переместит в пространстве материальную руку. 
Ни пошевелить пальцем, ни произнести даже слог; увы, если Бог не придет к вам на помощь, вы будете делать лишь тщетные усилия и замышлять бессильные желания... вы будете неподвижным и мертвым, если Бог не захочет согласовать Свое желание с вашим, Свою всегда действенную волю с вашей всегда бессильной. Мальбранш «Беседы о метафизике и религии» (1688)
И наоборот, если человек уколет палец, то чувство боли его душе внушит не предмет, сделавший отверстие в теле, а Бог. Точно также одни материальные тела не могут самостоятельно воздействовать на другие. Ответить на вопрос, по какой причине Бог желает соединять души с телами Мальбранш не решался. Он предлагал принять этот факт как объективную данность, считая, что ни философия, ни даже религия не смогут дать окончательного ответа. Таким образом, Мальбранш предвосхищает эмпиризм Юма, устраняя объективную причинно-следственную связь и делая её лишь божественной волей.